# 国分胤実
国分 胤実（こくぶん たねざね、長禄2年（1458年）? - 大永3年5月1日（1523年6月14日）?）は、日本の室町時代に陸奥国宮城郡の南部にある国分を領した武士である。国分盛綱の子で、国分宗政を養子としたというが、実在しない可能性がある。

## 概要
国分氏の系図として江戸時代に佐久間義和が編纂した「平姓国分系図」に胤実が見える。それによれば、胤実は国分盛綱の子で彦五郎といい、従五位下弾正忠兼美濃守を称した。長禄2年（1458年）に国分に生まれ、妻は留守郡宗の女。一男二女がいて、長女を国分宗政の妻とした。一男とは国分彦次郎政清であるらしく、永正13年（1516年）7月4日に父に先立って13歳で亡くなった。胤実は父の盛綱が死んだ翌年、大永3年（1523年）5月1日に没した。これに従えば、胤実は父の死後すぐに亡くなったせいで格別の事績なく、婿養子の宗政が後を継いだことになる。
他方、古内氏が所蔵していた「平姓国分系図」には胤実の名はなく、宗政の前代には国分常政がいて永正8年（1511年）に55歳で死んだとする。康正3年・長禄元年（1457年）生まれと計算できる。。
しかし、仙台市の諏訪神社にあった棟札からは、宗政の前に国分広政という人物がいたようである。佐久間編の系図は日付まで記された宗政の没年に誤りがあり、詳しさと真実性の間に乖離がある。胤実も系図作者か彼の参考資料の産物かもしれない。